# ساحة شارتر هاوس
ساحة شارتر هاوس هي ساحة حديقةٍ خُماسية في سميثفيلد [الإنجليزية] بوسط لندن [الإنجليزية]، وهي أكبر ساحةٍ مرتبطةٍ بميدان شارتر هاوس [الإنجليزية]، وتتكون في الغالب من عمارة تيودور وستيوارت التي رُممت بعد قصف لندن.